# Antonio Dorado Soto
Antonio Dorado Soto (Urda, Espanha, 18 de junho de 1931 - Málaga, 17 de março de 2015) foi bispo de Málaga.
Antonio Dorado Soto foi ordenado sacerdote em 1º de abril de 1956. Ele então trabalhou por vários anos como professor no seminário de Toledo. Em 1964 foi chamado para servir no Conselho de Apostolado Rural. Em seguida, tornou-se Vigário Geral da Diocese de Guadix, onde liderou os negócios oficiais como Vigário Capitular quando a Sede ficou vaga em 1969. 
Papa Paulo VI nomeou-o Bispo de Guadix em 31 de março de 1970. O núncio apostólico na Espanha, Dom Luigi Dadaglio, concedeu-lhe a consagração episcopal em 10 de maio do mesmo ano; Os co-consagradores foram Vicente Enrique y Tarancón, Arcebispo de Toledo, e Gabino Díaz Merchán, Arcebispo de Oviedo.
Em 1º de setembro de 1973, Paulo VI o nomeou Bispo de Cádiz e Ceuta. O Papa João Paulo II o nomeou Bispo de Málaga em 26 de março de 1993. Na Conferência Episcopal Espanhola foi eleito Presidente da Comissão de Educação em 1993, que permaneceu até 1999. Em 2005 foi reeleito para este cargo, que ocupou até 2008.
Em 10 de outubro de 2008, o Papa Bento XVI acatou seu pedido de demissão por motivos de idade. Antonio Dorado morreu em 17 de março de 2015 aos 83 anos em Málaga. 